# Thulani Davis
Thulani Nkabinde Davis (Geburtsname: Barbara Neal Davis; * 19. Juli 1949) ist eine US-amerikanische Dramatikerin, Journalistin, Librettistin, Schriftstellerin, Lyrikerin und Hochschullehrerin.

## Leben
Davis wuchs als Tochter zweier afroamerikanischer Lehrer in Virginia auf. Sie studierte am Barnard College (Bachelor 1970) und erlangte den Masterabschluss (2008) und den Ph.D. (2014) an der New York University, wo sie auch Dramatic Writing unterrichtete. An der University of Wisconsin–Madison unterrichtet sie im Department African American Studies.
Während ihrer Zeit am Barnard College studierte sie Rezitation bei Gylan Kain und Felipe Luciano von den Original Last Poets. In den 1970er Jahren lebte sie in San Francisco. Dort war sie Mitglied des Third World Artists Collective und arbeitete mit Ntozake Shange zusammen. Für den Sun-Reporter schrieb sie u. a. Reportagen über die Prozesse um die Soledad Brothers und Angela Davies. Später schrieb sie zehn Jahre lang Reportagen und Kritiken für die New Yorker Village Voice.
Für ihren Cousin, den Komponisten Anthony Davis, schrieb sie die Libretti zu den Opern X: The Life and Times of Malcolm X und Amistad. Texte verfasste sie auch für Musiker wie Cecil Taylor, Joseph Jarman, Juju, Arthur Blythe, Miya Masaoka, David Murray, Henry Threadgill und Tania León. Für ihren Covertext zu Aretha Franklins Queen of Soul – The Atlantic Recordings erhielt sie 1993 als erste Frau einen Grammy für Liner Notes.

## Werke

### Bücher
- All the Renegade Ghosts Rise, Gedichte, 1978
- Playing the Changes, Gedichte, 1985
- X: The Life & Times of Malcolm X, 1986, 2022
- 1959, 1992
- Malcolm X: The Great Photographs, 1993
- Maker of Saints, 1996
- Amistad, Lyric Opera of Chicago, 1997
- Everybody’s Ruby, Samuel French, 2000
- My Confederate Kinfolk: A 21st Century Freedwoman Discovers Her Roots, Autobiographie, 2006
- Nothing but the Music: Documentaries from Nightclubs, Dance Halls and a Tailor’s Shop in Dakar, 1974–1992, 2020
- The Emancipation Circuit: Black Activism Forging a Culture of Freedom, 2022
- Rustin, 2023

### Libretti und Dramen
- Where the Mississippi Meets the Amazon, 1977
- X: The Life and Times of Malcolm X, Oper (Komponist: Anthony Davis), 1986
- The E. & O. Line: an electronic opera (Komponistin: Anne LeBaron), 1989
- Amistad, an opera (Komponist: Anthony Davis), 1997
- Dark Passages, Oratorium (Komponistin: Miya Masaoka), 1998
- Everybody’s Ruby: Story of a Murder in Florida, 1999
- The Souls of Black Folk: An Oratorio for Five Actors, 2003
- The Sojourner Washing Society: A Musical in Gospel & Blues, (Komponist: Steven Robinson), 2014
- The Little Rock Nine, Oper (Komponistin: Bernadette Speach), 2023

### Drehbücher
- 1996: W.E.B. Du Bois: A Biography in Four Voices
- 1999: I’ll Make Me a World: A Century of African American Arts
- 2002: Die Straßen Harlems (Paid in Full)
- 2011: In Ragtime: James Reese Europe
- 2011: Maker of Saints